# Dendropsophus novaisi
Dendropsophus novaisi é uma espécie de anfíbio da família Hylidae.
É endémica do Brasil.
Os seus habitats naturais são: savanas áridas, savanas húmidas, marismas intermitentes de água doce e áreas rochosas.
Está ameaçada por perda de habitat.